# Château de la Chapelle-Rainsouin
Pour les articles homonymes, voir Château de Bailly.
Le Château de la Chapelle-Rainsouin était un château français situé à La Chapelle-Rainsouin, dans le département de la Mayenne et la région des Pays de la Loire. Il est désormais connu sous le nom de château de Bailly XVe et XVIIe siècles, agrandi et reconstruit à la fin du XIXe siècle en style néogothique par l'architecte Jules Reboul,

## Histoire
En 1455, René de la Chapelle rend aveu à la Baronnie de Sainte-Suzanne pour « son hébergement, maison, fuye, jardin avec le circuit des douves ; autres courtils et jardins et les douves et viviers d'environ et la ville dudit lieu de la Chapelle ». En 1472, il obtint de Louis XI la permission de relever son château avec pont-levis, pavillons, etc.
« Le château, cour, puits, dépendances, le tout clos de fossés et douves revêtus de pierres tant dedans que dehors, avec tours, barbacanne et autres défenses… Au sortir du fossé et pont-levis, une pièce de terre enclose de douves anciennes, où il y a motte, fuye à pigeons au-dessus… Une place vide servant d'avenue au milieu de laquelle passent les vieilles douves servant de fermeture au bourg, au dedans de laquelle est l'église et plusieurs maisons et vestiges d'autres maisons… ; à l'entrée de l'avenue, l'auditoire où se rend la justice. Aveu de 1681. »

## Baronnie et marquisat
Par Lettres de septembre 1664, la Chapelle Rainsouin fut érigée en Baronnie de Bourg-le-Prêtre pour M. le Prêtre. Par de nouvelles Lettres d'octobre 1768, les terres de Bourg-le-Prêtre et Grillemont (?) furent érigées en marquisat sous le nom de Bailly (ou Bourg-Bailly) pour Jean-Baptiste-Joseph (de) Bailly. Le marquisat devait comprendre Brie, Gesnes, Montsurs, Saint-Léger, Saint-Cénéré, Saint-Ouen des Vallons, Soulgé-le-Bruant et Vaiges, mais cette érection fut contestée ; il ne fut enregistré au parlement de Paris que le 3 août 1778.
Outre la châtellenie de la Ramée qui avait été acquise de Jean II d'Alençon, duc d'Alençon en 1425, le seigneur possédait des fiefs ou domaines importants dans la Baronnie de Mayenne : l'Otagerie, Champorin, Yvoy, Carelles, et la sénéchaussée fieffée de Mayenne, qui formèrent, en 1656, la baronnie du Bourg-le-Prêtre, érigée en faveur de Nicolas Le Prêtre.
Au mois d'octobre 1768, la baronnie du Bourg-le-Prêtre, avec les fiefs de Grillemont, des Ifs, de l'Érablais, de la Chaluère, de la Valette, de la Ramée, de Saint-Christophe-du-Luat, furent unis sous le titre de Marquisat de Bailly, malgré l'opposition des officiers du Comté de Laval, et du conseil de tutelle de Jean-Bretagne-Charles de La Trémoille Duc de la Trémoille. La juridiction du Bourg-le-Prêtre était exercée par un bailli, un procureur fiscal, un greffier. « Elle va au comté de Laval, excepté une petite branche de cette baronnie qui ressortit au présidial du Mans. ».
Le marquisat fut érigé en titre avec son siège au Bourg-le-Prêtre par lettres patentes du mois d'octobre 1768 par la réunion des terres et seigneuries du Bourg-le-Prêtre, de Guillemont (en Montsûrs), des Ifs, des Érablais, de la Chaluère, la Ramée, la Valette, du fief d'Outrebois, énervé de la seigneurie de Saint-Christophe-du-Luat, en faveur de Jean-Baptiste Joseph de Bailly de Fresnay. Malgré l'opposition des officiers du siège ordinaire de Laval, un arrêt de la cour ordonna l'enregistrement qui n'était pas encore accompli en 1790.
Le sceau des contrats, en 1635, portait encore la croix des la Chapelle, disparus depuis plus d'un siècle. Le comte de Langan a fait reconstruire le château d'après les plans de Jules Reboul, en 1884-1885.

## Famille
- La famille de la Chapelle-Rainsouin possèdent plusieurs branches cadettes : de la Troussière, de Varennes-l'Enfant, de Saint-Christophe-du-Luat, du Vieil-Averton[1]. Le rameau de Vaugeois, sorti des seigneurs de Varennes en la personne d'Émery de la Chapelle-Rainsouin qui fut d'abord tonsuré à Angers, en 1587, et pourvu du prieuré de Ballée, puis marié et père d'Urbain de la Chapelle-Rainsouin, finit en la personne de Frédéric-Urbain de la Chapelle-Rainsouin, décédé le 4 août 1679, prieur-baron de Pincé, et en celle d'Henri de la Chapelle-Rainsouin, religieux de Saint-François, tous deux fils d'Urbain de la Chapelle-Rainsouin. Ce furent les derniers représentants du nom[1].

- La présence de Geoffroy de la Chapelle en 1244, à Mayenne, où il reçoit une commission judiciaire[11], prouve que dès cette époque il avait la charge de sénéchal fayé, conservée jusqu'à la fin du XVe s. dans sa famillev.
- Françoise de la Chapelle, Abbesse du Ronceray, fut pourvue par Léon X[1], à la prière de François Ier et de la duchesse d'Angoumois, qui la recommandèrent au conseil de ville d'Angers par lettres du 27 janvier 1520, « tant pour l'honnesteté de vie et religion qu'on dit estre en elle, qu'en contemplation d'aucuns nos serviteurs, ses parents »[12].
- Olivier de la Chapelle, seigneur de Saint-Christophe-du-Luat, † 1474, a sa pierre tombale richement décorée[1], portant son effigie, dans l'église de Saint-Christophe-du-Luat. Cette branche de Saint-Christophe est la souche de ceux du même nom de la Chapelle qu'on trouve à Cordouan d'Izé et au Vieil-Averton.
- La chapelle de  Varennes-l'Enfant conserve aussi les tombes de Jean de la Chapelle-Troussière, † vers 1545 ; d'Antoine de la Chapelle-Troussière, † 1560 ; de François de la Chapelle-Troussière, † 1606 ; de Philbert de la Chapelle-Troussière, † 1611, eux aussi issus de la Chapelle-Rainsouin[1].
- On trouve un monument d'Olivier de la Chapelle et d'Arthuse de Melun, sa femme, à l'Église Saint-Sixte de La Chapelle-Rainsouin, et un autre, quand il était intact, de Catherine de la Chapelle, sœur d'Olivier, dont la pierre est dans l'Église Saint-Laurent de La Baroche-Gondouin[1].
- Pour l'Abbé Angot, on trouve au Château du Fouilloux les actes qui devraient démontrer la descendance de la famille de la Chapelle aux seigneurs de la Chapelle-Rainsouin[1].

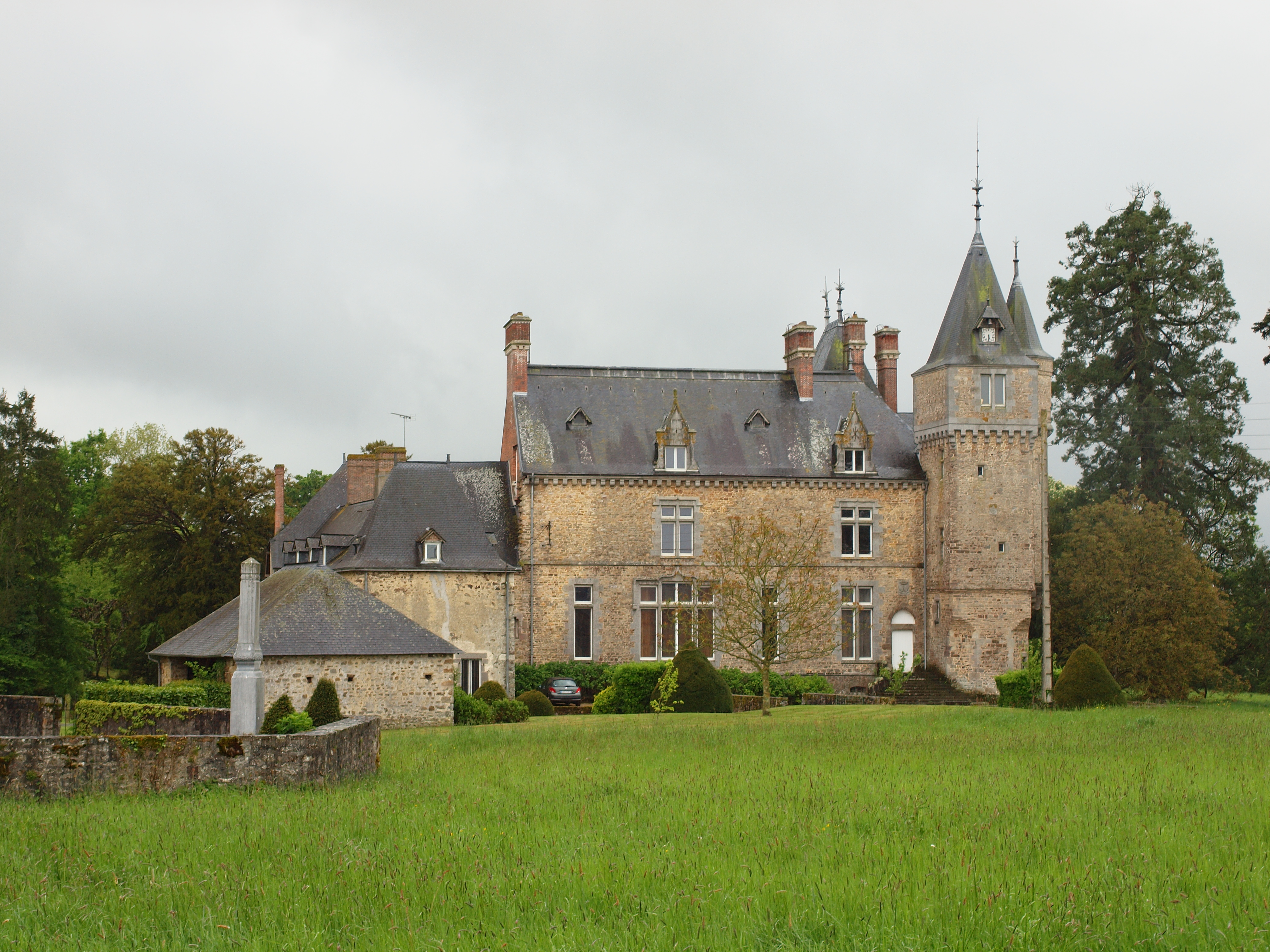
Chateau de Bailly.
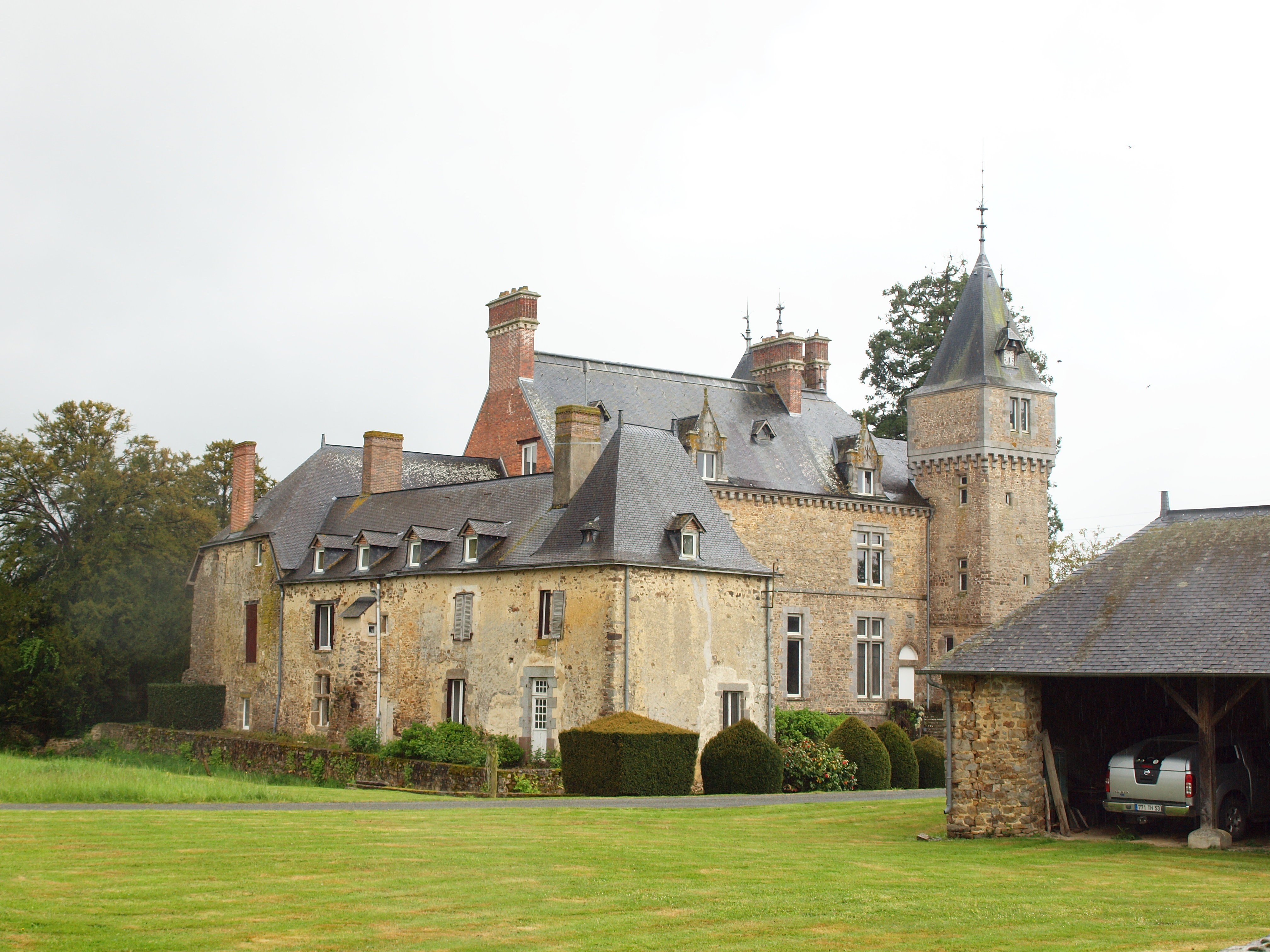
Chateau de Bailly, aile XVIIe siècle
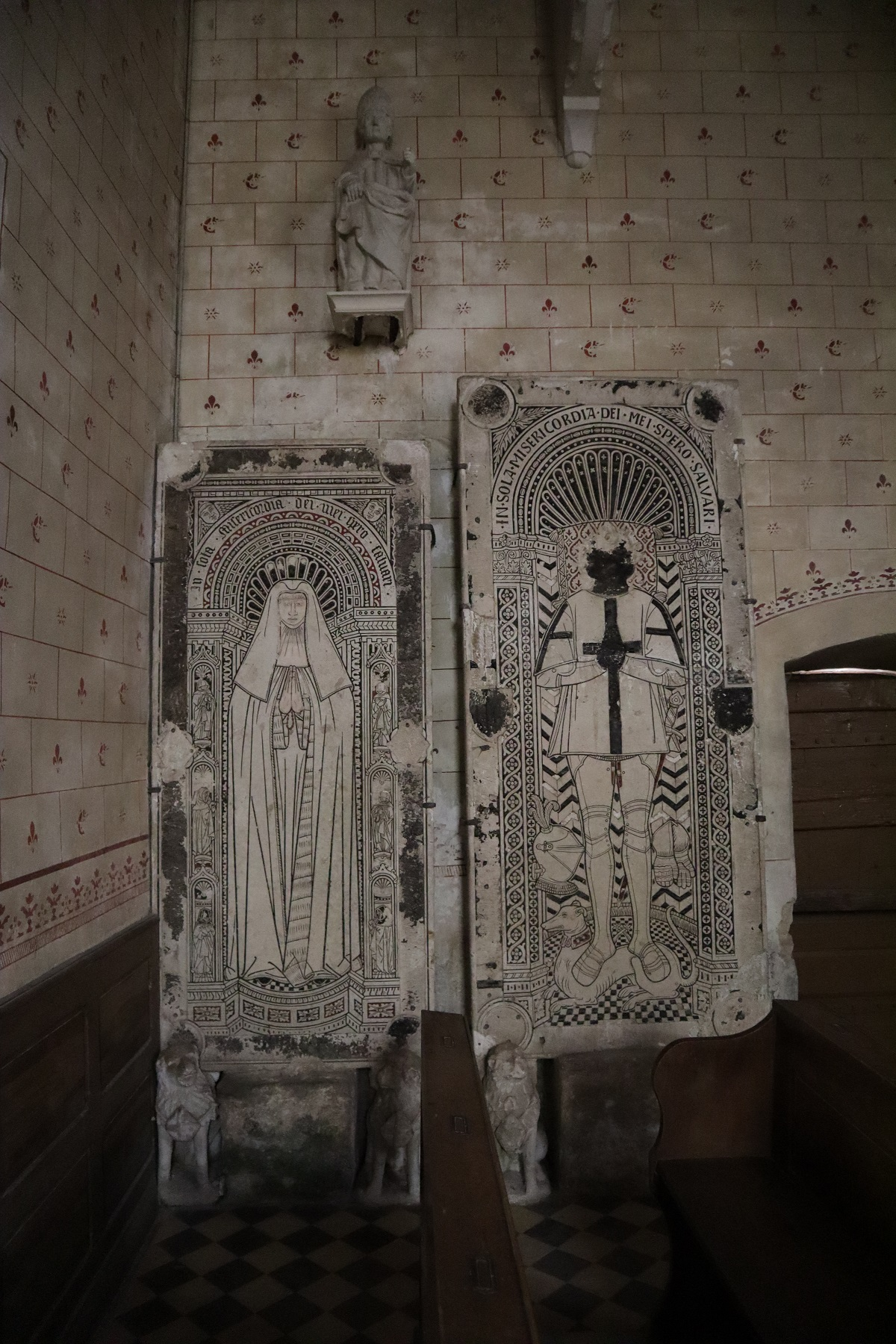
Plates-tombes d'Arthuse de Melun et d'Olivier de la Chapelle.

## Sources et bibliographie
- « Château de la Chapelle-Rainsouin », dans Alphonse-Victor Angot et Ferdinand Gaugain, Dictionnaire historique, topographique et biographique de la Mayenne, Laval, A. Goupil, 1900-1910 [détail des éditions] (BNF 34106789, présentation en ligne)